# Gilbert Lauzun
Gilbert Lauzun est un journaliste et producteur audiovisuel qui a fait carrière à Europe 1, à la RTF, puis à l'ORTF et dans les chaines de télévision qui en sont issues.

## Biographie
Gilbert Lauzun a commencé sa carrière à Europe 1 avant de partir pour la radiodiffusion française. Lors du soulèvement de 1956 à Budapest, celle-ci n'avait de correspondant ni à Budapest ni à Vienne. L’Agence France-Presse avait un représentant à Vienne, Raoul Bailly, qui transmit ses commentaires radios par l’intermédiaire de la chaîne autrichienne. Mais ne parlant pas hongrois, il rapportait peu d’interviews, sans dépasser Győr.
Gilbert Lauzun parvint à Budapest le 1er novembre, en même temps que Thomas Schreiber, parti en mission pour Le Monde. Au bruit des chars soviétiques tonnant contre le peuple hongrois, il crie en direct " je m'abrite, le canon se tourne contre nous, ah, il tire…". Le reporter travaillait avec son magnétophone, cherchant des personnes parlant français, recueillant des bruits de rue, des exclamations, des cris, et envoyait des bandes procurant d’excellents effets sonores.
En 1962 Gilbert Lauzun part tourner un reportage en Suisse et en Italie, sur le nouveau franc. Le journaliste apprend de façon fortuite que son reportage a été monté avec d'autres bouts d'enquêtes menées dans la Sarre par des collaborateurs de la chaîne. Il proteste et découvre que le rédacteur en chef du JT, Max Petit, a modifié son reportage dans un sens favorable au pouvoir, entre les deux tours des élections législatives, qui ont eu lieu les 18 et 25 novembre 1962. Joseph Pasteur, Georges Penchenier, Pajard, et Michel Péricard, les "quatre P", se solidarisent avec Gilbert Lauzun. Tous les syndicats de journalistes demandent l'ajournement de la diffusion, ce qui n'est pas accordé. Georges Penchenier et Michel Péricard décident aussitôt, en accord avec leur syndicat, une grève de protestation. Après avoir fait remarquer que « c'est la direction elle-même qui l'oblige à passer aux actes », le Syndicat des journalistes de radio et de télévision (SJRT), immédiatement appuyé par FO, participe à la grève. Comme le rédacteur en chef se dispose à présenter seul le journal, le "SJRT invoque le protocole d'accord qui le lie au Syndicat unifié des techniciens (SUT)". Le SUT bloque l'image et le son. De 20 h à 20 h 15, « pendant 20 minutes, le JT est remplacé par des nénuphars » (tract syndical). La France, où seulement un foyer sur 8 à la télévision, apprend le lendemain que les journalistes et les techniciens se sont mis en grève pour protester contre "les trucages des informations par la direction". Premier conflit suscité par des journalistes au nom d'une question de principe, c'est la "grève des nénuphars". Le gouvernement réagit avec brutalité : Georges Penchenier, Joseph Pasteur et Michel Péricard sont licenciés. Gilbert Lauzun est déplacé aux émissions de radio vers l'étranger.
Devenu responsable de services télévisés à l'ONU (New York), il a ensuite créé l'unité de production de documentaires "L'histoire à la une", puis l'émission "Remue-méninges" avec Claude Otzenberger. En 1983, il a pris la tête d'un groupe de travail nommé à l'automne par Georges Fillioud pour réfléchir à l'avenir de la télévision et d'une chaîne à péage comme Canal+.